# Тихов, Гавриил Адрианович
Гаврии́л Адриа́нович Ти́хов (19 апреля [1 мая] 1875, Смолевичи, Минская губерния — 25 января 1960, Алма-Ата) — русский (советский) астроном, член-корреспондент Академии наук СССР (1927) и академик АН Казахской ССР (1946).

## Биография
Родился в Смолевичах, близ Минска, в семье железнодорожного служащего, семья часто переезжала с места на место. Учиться начал в гимназии Павлодара, а завершал среднее образование в Симферопольской гимназии Уже в гимназии был вынужден заниматься репетиторством.
Во время подготовки к поступлению в гимназию Николая Токмакова, он познакомился с преподавателем физики Смольного института Черновым, у которого, как вспоминал Тихов, «на даче была астрономическая труба, установленная на врытом в землю столбе. В трубу он показал ещё не знакомые мне звёздные скопления Млечного Пути и некоторые двойные звёзды. Впечатление было незабываемое. Сколько лет прошло, а как сейчас вижу выход из-за гор скопления Плеяды! Большой радостью для меня была и раздвижная морская подзорная труба, подаренная родителями одного из моих учеников».

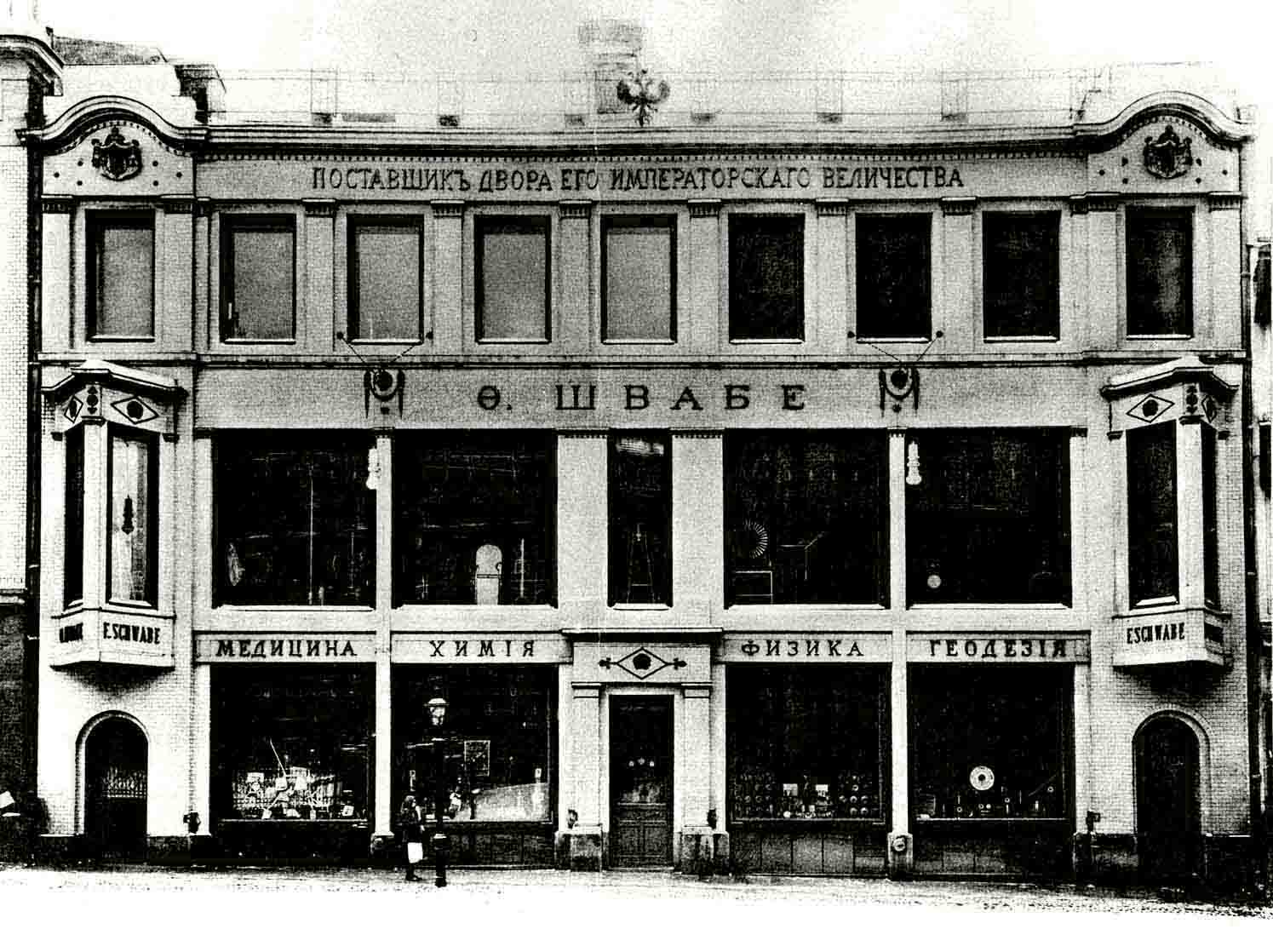
Магазин Швабе

Осенью 1893 года Г. А. Тихов был принят на отделение математических наук физико-математического факультета Московского университета. В Москве посещал астрономическую вышку над оптическим магазином Швабе на Кузнецком мосту, где давал объяснения ассистент Московской университетской обсерватории К. Д. Покровский. Позднее, на втором курсе, профессор астрономии В. К. Цераский уже стал приглашать своих студентов в университетскую обсерваторию. А до этого на каникулах после первого курса Тихов построил небольшую обсерваторию в Смолевичах, где установил астрономическую трубу с объективом диаметром в 54 миллиметра фирмы «Реинфельдер и Хертель». В следующее лето 1895 года, он заинтересовался ботаникой и прочитал несколько книг, в том числе «Жизнь растений» К. А. Тимирязева. Уже на третьем курсе определилось его влечение к астрофизике — в частности, к изучению спектрально-двойных звезд; в это время появилась первая публикация Тихова — на французском языке в итальянском журнале.
В 1897 году окончил Московский университет и получил приглашение поехать в Смоленскую губернию, чтобы подготовить девушку, мечтавшую стать врачом, к сдаче экзаменов за восемь классов мужской гимназии (В те времена женщин в русские университеты не принимали, а потому девушка решила поступить в один из швейцарских университетов. Однако для этого требовался диплом об окончании русской мужской гимназии). Постоянные занятия, прогулки, беседы на разные темы привели к тому, что Людмила Евграфовна Попова и Гавриил Адрианович Тихов хорошо узнали и полюбили друг друга. В апреле 1898 года в Москве состоялось их бракосочетание. Затем молодые супруги уехали за границу — сначала в Париж, где Г. А. Тихов был принят студентом в Парижский университет, а его жена поступила на медицинский факультет Бернского университета. В годы учения (1898—1900) Тихов одновременно работал практикантом в Медонской обсерватории под руководством П. Ж. С. Жансена. Вернувшись в Москву, он получил степень магистра, и преподавал математику: с 1902 года — в 6-й московской гимназии, а с 1903 года — в Екатеринославском высшем горном училище.

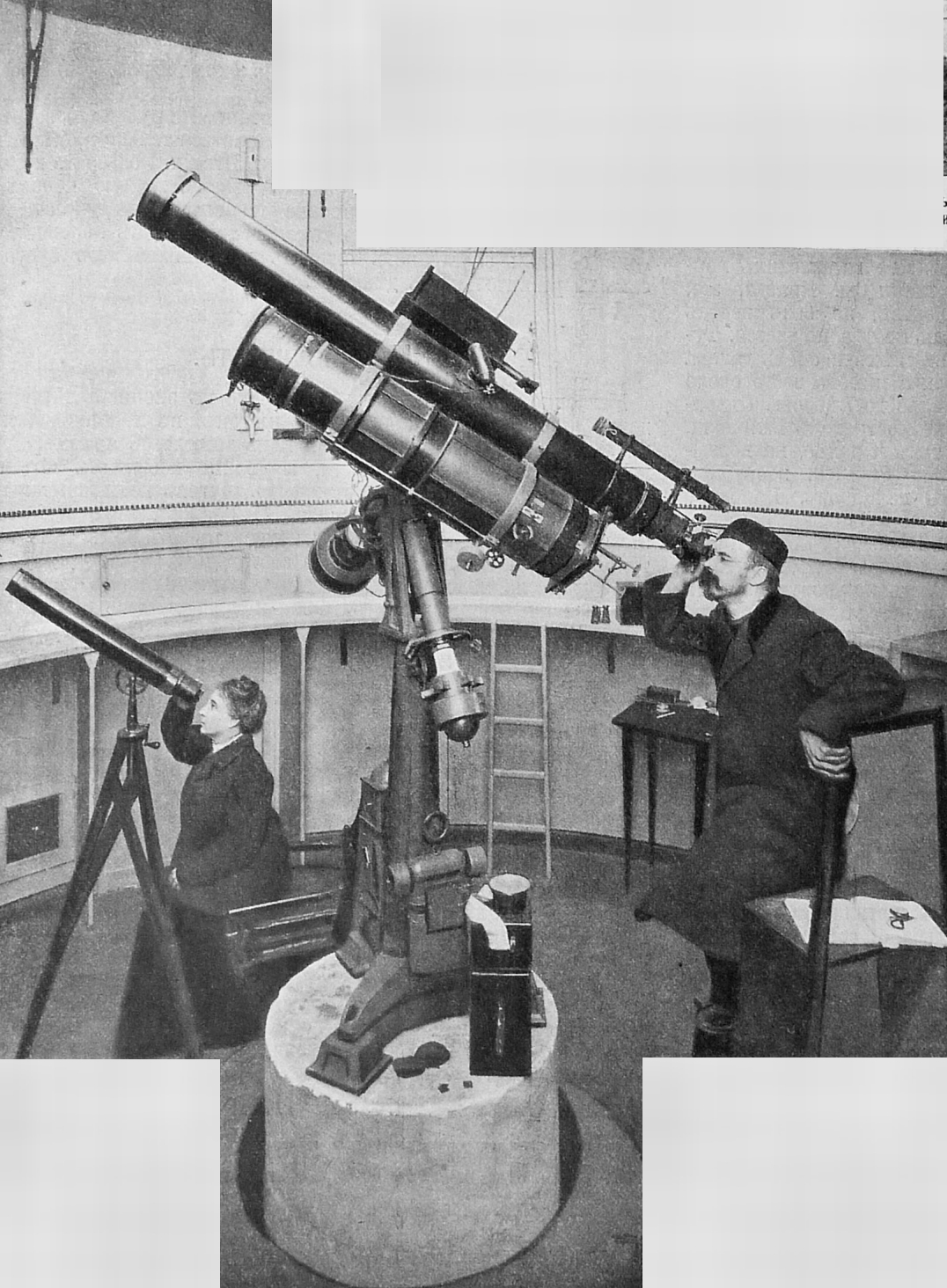
Г. А. Тихов с женой, 1912 год

В 1906 году зачислен адъюнкт-астрономом Пулковской обсерватории сверх штата. По образованию астрономической секции Русского общества любителей мироведения (РОЛМ) в 1912 году Тихов стал её председателем. В 1917 году был мобилизован в армию; служил под Киевом в Центральной аэронавигационной станции Военной школы летчиков-наблюдателей.
Наблюдения Тиховым Марса в период великого противостояния в 1909 году, стало истоком новой науки — астроботаники, (которая считается предшественницей экзобиологии).
В 1919—1931 годах Г. А. Тихов преподавал астрофизику в Петроградском (Ленинградском) университете. Одновременно, в 1919 году организовал и до 1941 года возглавлял астрофизическую лабораторию в институте им. П. Ф. Лесгафта в Ленинграде. В 1930 году создал аэрофотометрическую лабораторию — Ленинградское отделение в Государственном институте геодезии и картографии.
Арестован в сентябре 1930 года в связи с «Делом Академии наук», несколько месяцев провёл в тюрьме.
В июле 1941 года из Пулкова должны были направить экспедицию в Алма-Ату для наблюдения полного солнечного затмения. Из-за начавшейся Великой Отечественной войны было решено совместить экспедицию с эвакуацией обсерватории. Приехав в Алма-Ату 21 августа 1941 года, Г. А. Тихов продолжил жить и работать в этом городе до конца жизни. Совместно с К. И. Сатпаевым, В. Г. Фесенковым и рядом других учёных стал основателем Академии наук Казахстана, НИИ астрономии и физики, а также обсерватории Каменское плато.
Скончался 25 января 1960 года, похоронен на Центральном кладбище Алматы.

## Научная деятельность
Основные научные работы посвящены фотометрии и колориметрии звёзд и планет, атмосферной оптике. Предложил два метода обнаружения дисперсии света в межзвёздной среде — по разности фаз кривых лучевых скоростей спектрально-двойных звёзд, измеренных по спектральным линиям поглощения спектра (1898), и по разности фаз кривых блеска переменных звёзд, полученных по наблюдениям в разных участках спектра (1908). Обнаружил запаздывание фаз у затменных звёзд в коротковолновой области спектра (эффект Тихова — Нордмана, независимо открытый французским астрономом Ш. Нордманом (фр. Charles Nordman) при визуальных наблюдениях). Одним из первых начал широко применять метод светофильтров в астрономии. В 1909 году на 30-дюймовом рефракторе Пулковской обсерватории получил первые фотографии Марса в различных участках спектра и обнаружил различие размеров и яркости его полярных шапок в разных областях спектра, установил существование голубой дымки в атмосфере этой планеты. Выполнил колориметрические исследования Сатурна (1909, 1911), Урана и Нептуна (1922). В 1914 году из наблюдений пепельного света Луны впервые установил, что Земля при наблюдении из космоса должна иметь голубоватый оттенок. В 1915 году предложил новый метод быстрого приближённого определения цветовых характеристик звёзд, в котором используется объектив с сильной хроматической аберрацией в фотографической области («метод продольного спектрографа»), в 1937 и 1951 годах опубликовал каталоги цветов около 18 000 звёзд в избранных площадках Каптейна.
Был убеждённым противником геоцентризма в научных изысканиях, считая, что жизнь — гораздо более распространённое явление во Вселенной, чем это иногда утверждается. Выдвинул гипотезу, что растения могут приспосабливаться к суровым климатическим условиям, меняя свои оптические свойства и увеличивая (или уменьшая) поглощение солнечной радиации. На основании наблюдений Марса и Венеры в различных участках спектра искал доказательства существования растительности на этих планетах. Для этой цели выполнил большие серии опытов по определению отражательной способности земных растений, произрастающих в разных климатических условиях, почв и других естественных образований. Учёный был уверен в существовании растительности синего цвета на Марсе и предполагал наличие растительности жёлто-оранжевого цвета на Венере. Считал, что эти исследования в пограничной между астрономией и ботаникой области относятся к новой науке, которую назвал «астроботаникой».
Изучал оптические свойства земной атмосферы. В 1912 году предложил конструкцию прибора для регистрации и воспроизведения мерцания звёзд. Будучи призванным в армию в 1917 году, занимался проблемами аэрофотосъёмки — разработкой техники фотографического процесса, поиском методов снижения влияния воздушной дымки, оптическими исследованиями природного ландшафта. В 1936 году открыл аномальную дисперсию света в атмосфере, разработал оригинальный прибор («сапфирный цианометр») для изучения цвета дневного неба.
Принимал участие в 20 научных экспедициях, в том числе в 5 экспедициях для наблюдения полных солнечных затмений (1914, 1927, 1936, 1941, 1945). При наблюдении затмения 1936 года впервые отметил, что солнечная корона состоит из двух частей: бесструктурной «матовой» короны и пронизывающих её струй «лучистой» короны. Оценил цветовую температуру короны.
Г. А. Тихов был одним из пионеров теории гравитационных линз. В 1937 году (на год позднее Эйнштейна, но независимо от него) получил формулу для коэффициента усиления гравитационной линзы для источников света с конечными угловыми размерами.

## Сочинения
Автор более 230 публикаций, в их числе книги:
- «Улучшение фотографической и визуальной воздушной разведки» (1910-е)
- «Астрофотометрия» (1922)
- «Новейшие исследования по вопросу о растительности на планете Марс» (1948)
- «Астроботаника» (1949)
- «Астробиология» (1953)
- «Шестьдесят лет у телескопа» (1959)
- Пепельный свет Луны // Природа — № 7 — 2010. C.78—80

«Основные труды» Тихова в 5-ти томах были изданы в 1954—1960.

## Награды и премии
- орден Ленина
- орден Трудового Красного Знамени (10.06.1945)
- Премия Парижской АН
- Две премии Русского астрономического общества

## Память и наследие
Именем Г. А. Тихова названы:
- кратер на Луне
- кратер на Марсе
- малая планета 2251, открытая Н. С. Черных 19 сентября 1977 года в Крымской астрофизической обсерватории
- в 1963 году улица в микрорайоне Кулагер г. Алма-Аты
- улица в новом микрорайоне г. Смолевичи (Беларусь)

Труды Г. А. Тихова в области «астроботаники» упоминает писатель, классик научной фантастики Артур Чарльз Кларк в своем рассказе «До Эдема» (Before Eden), по сюжету которого два космонавта находят на Венере красные растения.